# Reocín de los Molinos
Reocín de los Molinos es una localidad del municipio de Valdeprado del Río (Cantabria, España).  La localidad se encuentra a 840 metros de altitud sobre el nivel del mar, y a 5 kilómetros de la capital municipal, Arroyal. En el año 2024 contaba con una población de 28 habitantes (INE).

## Paisaje y naturaleza
Reocín de los Molinos se sitúa en una hondonada en el punto de unión del río Polla con el arroyo Bahillo. En las laderas de los distintos montes que rodean al pueblo se muestra generosa la masa forestal de roble de desarrollo medio y bajo que dan al entorno una buena calidad paisajística. A ello también contribuye la abundante vegetación de ribera que crece a lo lardo del cauce del Polla, adornando el entorno de los numerosos molinos que han crecido a su vera.